# Neorina cossyra
Neorina cossyra är en fjärilsart som beskrevs av Hans Fruhstorfer 1911. Neorina cossyra ingår i släktet Neorina och familjen praktfjärilar. Inga underarter finns listade i Catalogue of Life.